# Mask (álbum de Bauhaus)
Mask é o segundo álbum de estúdio da banda Bauhaus. Embora tenha sido gravado em 1979, este álbum só foi lançado em 1981, pela gravadora Beggars Banquet Records. 
Mask mostra uma evolução no som dos Bauhaus ao incluir guitarra acústica, e teclados nas suas músicas como The Passion of Lovers, e influências da música funk, em Kick in the Eye e In Fear of Fear. 

## Faixas
1. "Hair of the Dog2 – 2:43
2. "The Passion of Lovers" – 3:53
3. "Of Lillies and Remains" – 3:18
4. "Dancing" – 2:29
5. "Hollow Hills" – 4:47
6. "Kick in the Eye" – 3:39
7. "In Fear of Fear" – 2:58
8. "Muscle in Plastic" – 2:51
9. "The Man With the X-Ray Eyes" – 3:05
10. "Mask" – 4:36

Faixas adicionais na re-edição em CD:
1. "In Fear of Dub" – 2:55
2. "Ear Wax" – 3:15
3. "Harry" – 2:47
4. "1. David Jay 2. Peter Murphy 3. Kevin Haskins 4. Daniel Ash" – 6:37
5. "Satori" – 4:36

## Intérpretes
- Peter Murphy — vocais, guitarra
- Daniel Ash — guitarra
- David J — baixo
- Kevin Haskins — bateria